# Álomhajó (televíziós sorozat)
Az Álomhajó (Das Traumschiff) egy német televíziós sorozat, amely 1981-ben debütált a ZDF csatornán. Magyarországon a TV4 kezdte el vetíteni 2010. január 13-án. Jelenleg az Izaura TV és a Story4 is vetíti.

## Történet
A sorozat története egy luxushajó világ körüli utazásai körül forog. A hajónak minden epizódban más az úti célja. A kapitány, a hoteligazgató és a hajó orvosa állandó szereplői a sorozatnak. Az események középpontjában e három személy áll. A fő karakterek mellett rendszeresen felbukkannak néhány epizódon keresztül szereplő állandó legénységi tagok is. Az egyes epizódok pedig egy-egy utazás történetét mesélik el, ezekben az utasok személye természetesen változó, azonban néhány színész több alkalommal is szerepelt, de ők más-más karaktert megformálva tértek vissza.

## Szereplők

### Legénység
1981-ben, az első évadtól Heide Keller játszotta a hoteligazgató Beatrice von Ledebur szerepét. Ő volt a sorozatban legtöbb részben szereplő karakter és egyben színész is, 2018-ig, 80 epizódban láthattuk. Őt az a Barbara Wussow váltotta Hannah Liebhold hoteligazgató szerepében, aki korábban két részben is szerepel már, két különböző karaktert alakítva.
A második évadtól, 1983-tól Horst Naumann játszotta a hajó orvosának, Dr. Horst Schrödernek a szerepét. Kezdetben csak néhány epizód erejéig, majd 1986-tól a stáb állandó tagjaként egészen 2010 decemberéig, 52 epizódon át. Ezzel ő volt a második legtöbb epizódban szereplő karakter és egyben színész is.  2011-től új hajóorvos kerül a fedélzetre, Dr. Sander Wolf személyében (Nick Wilder). Wilder 2007-ben három epizódban is szerepelt már, akkor három különböző karaktert megformálva, utas szerepében, majd Sander doktorként 25 epizódon keresztül, 2020-ig. Őt 2021-től Dr. Jessica Delgado szerepében Collien Ulmen-Fernandes váltotta hajóorvosként.
A hajó kapitányát eddig öt színész játszotta: Günter König alakította az első szezonban Braskem kapitányt. A második évadban Heinz Weiss alakította Heinz Hansen kapitányt. Miután Weiss 1999-ben egészségügyi okok miatt távozott a sorozatból, azóta Jakob Paulsen (Siegfried Rauch) lett az Álomhajó kapitánya. A színész már korábban, 1997-ben szerepelt a sorozat egyik (30.) epizódjában. 
Őt 2013-tól 2019-ig  Victor Burger (Sascha Hehn) követte a kapitány szerepében, aki korábban már szintén szerepelt a sorozat néhány részében, még pedig az első résztől kezdődően, akkor még stewardként, majd első tisztként. A sorozatban jelenleg Max Prager kapitány a hajó parancsnoka, akit Florian Silbereisen alakít.  
Néhány karakter időszakosan, de több részen keresztül is feltűnt a legénységben. Így például Harald Schmidt 2008 és 2021 között 23 epizódban is szerepelt, három epizódban Oscar de Navetta álnéven táncpartnert alakított, majd a történet szerinti saját nevén, Oscar Schifferle programigazgatót alakította. 
Hasonlóan időszakos legénységi tagként szerepelt 2009 és 2012 között Inka fitneszedzőként Inka Bause. A személyzetnek eddig megjelent utolsó 15 részében állandó tagja Martin Grimm kapitány, akit az a Daniel Morgenroth alakít, aki korábban két epizódban szintén szerepelt már utasok szerepében is.  

### Vendégszereplők
Az utasok szerepeit általában híres vendégszereplők játszották, például: Joachim Fuchs, Heinz Sielmann, Günther Schramm, Klaus-Jürgen Wussow, Elmar Wepper, Harald Schmidt és Thomas Gottschalk. Érdekesség, hogy Gabi Dohm, Claudia Reischel, Cristine Mayn hétszer, Dietrich Mattausch,  Maria Sebaldt és Gila von Weitershausen nyolcszor, Marek Erhardt pedig kilenc alkalommal szerepelt vendégszereplőként a sorozatban.

## Epizódok
A sorozatból 2023 áprilisáig 97 epizód került adásba, amelyekben a hajó különböző egzotikus helyekre jutott el. Csak 1992-ben volt egy európai úti célja az utazásnak, Norvégia. Néhány esetben egy epizódban több ország is szerepet kapott, mint például 1993-ban India és a Maldív-szigetek. Egyes helyekre többször is visszatértek, például Thaiföld vagy Bali
Zárójelben szerepel az első vetítés időpont a ZDF-en és a Story TV-n. A *-gal jelölt epizódok már DVD formátumban is megjelentek.
| - 1. Bahama-szigetek (1981. november 22. / 2010. január 13.) * - 2. Barbados (1981. november 29.) * - 3. Amerikai Virgin-szigetek (1981. december 6.) * - 4. Dominikai Köztársaság (1981. december 20.) * - 5. Grenada (1982. január 3.) * - 6. Kajmán-szigetek (1982. január 17.) * - 7. Marokkó (1983.október 30.) - 8. Kenya (1983. november 13.) - 9. Puerto Rico (1983. november 27.) - 10. Kenya (1983. december 4.) - 11. Amazonas (1983. december 18.) - 12. Brazília (1984. január 1.) - 13. Thaiföld (1986. november 29.) - 14. Bali (1986. december 21.) - 15. Brazília (1987. január 4.) - 16. Mexikó (1987. február 1.) - 17. New Orleans (1990. december 26.) - 18. Disney World (1991. január 1.) - 19. Norvégia (1992. december 26.) - 20. Dél-afrikai Köztársaság (1993. február 28.) - 21. Egyiptom (1993. április 12.) * - 22. India és Maldív-szigetek (1993. december 12.) - 23. Hongkong (1993. december 26.) - 24. Dubaj (1994. december 26.)* - 25. Mauritius (1995. január 1.) - 26. Tasmania (1995. december 26.) - 27. Sydney (1996. január 7.) - 28. Szingapúr (1996. december 26.) - 29. Hawaii (1997. január 1.) - 30. Saint Lucia (1997. december 26.) * - 31. Argentína (1998. január 1.) * - 32. Galápagos-szigetek és Jamaica (1998. december 26.) * - 33. Namíbia (1999. január 1.) * - 34. Tahiti (1999. december 26.) * - 35. Bali (2000. január 1.) * - 36. Új-Zéland (2000. február 13. / 2010. december 1.) * - 37. Sydney (2000. december 10.) - 38. Seychelle-szigetek (2000. december 26. / 2010. december 2.) * - 39. Mexikó (2001. január 1.) * - 40. Las Vegas (2001. október 14.) * - 41. Bermuda (2001. december 26.) * - 42. Chile és a Húsvét-sziget (2002. január 1.) * | - 43. Thaiföld (2002. december 26.) * - 44. Zambia és Viktória-vízesés (2003. január 1.) * - 45. Dél-tenger (2003. december 26.) * - 46. Ausztrália (2004. január 1. / 2010. november 30.) * - 47. Srí Lanka (2004. január 11.) * - 48. Szamoa (2004. december 26. / 2010. november 28.) * - 49. Omán (2005. január 1.) * - 50. Vancouver (2005. január 16. / 2010. december 3.) * - 51. Mianmar (2005. december 26.) * - 52. Szingapúr és Bali (2006. január 1. / 2010. november 29.) * - 53. Botswana (2006. december 26.) * - 54. Sanghaj (2007. január 1.) * - 55. San Francisco (2007. december 26.) * - 56. Rio de Janeiro (2008. január 1.) * - 57. Kilimandzsáró, Maldív-szigetek, India (2008. február 10.) - 58. Vietnám (2008. december 26.) * - 59. Pápua Új-Guinea (2009. január 1.) * - 60. Peru, Miami (2009. november 8.) - 61. Egyesült Arab Emírségek (2009. december 26. / 2010. december 7.) * - 62. Új-Anglia (2010. január 1. / 2010. december 8.) * - 63. Panama (2010. december 9.) * - 64. Bora Bora (2011. január 1.) * - 65. New York és Savannah (2011. november 6.) * - 66. Kambodzsa (2011. december 26.) * - 67. Bali (2012. január 1.) * - 68. Szingapúr (2012. december 26.) - 69. Puerto Rico (2013. január 1.) - 70. Malaysia (2013. december 26.) - 71. Perth (2014. január 1.) - 72. Mauritius (2014. december 26.) - 73. Kanada (2015. január 1.) - 74. Makaó (2015. december 26. - 75. Cook-szigetek 2016. január 1.) - 76. Palau (2016. december 26.) - 77. Kuba (2017. január 1.) - 78. Tanzánia (2017. április 16.) - 79. Uruguay (2017. december 26.) - 80. Los Angeles (2018. január 1.) - 81. Maldív.-szigetek (2018. április 1.) - 82. Hawaii (2018. december 26.) - 83 Japán ( 2019. január 1.) |

## Hajók
Az 1981 és 1984 között elkészült tizenkét epizódban két hajó, a VISTAFJORD (1981-1982) és az ASTORIA (1983-1984) szerepelt. Az átszervezést követően 1986-tól a BERLIN hajón forgatták az egyes epizódokat, egészen addig a részig, amikor Namíbia volt az úti cél (Ezt a részt 1999. január 1-jén vetítették). Ezt követően 1999-től a Tahiti című epizódtól kezdődően a DEUTSCHLAND hajón forgattak, a hajót üzemeltető Deilmann társaság 2015-ös csődjéig. A sorozat epizódjait jelenleg az AMADEA hajó szerepel áép,hajóként. 

## Érdekességek
- 2010 májusában kigyulladt a Deutschland nevű hajó, amin a sorozat egyes részeit forgatták.[2]
- A sorozat többször felbukkan (a cselekményben fontos szerepet játszva) a Volt egyszer két Németország (Deutschland 86 és Deutschland 89) hidegháborús drámákban.

## Mellékvonal - Álomhajó - Mézeshetek
A sorozat alkotói a hajóra és az állandó szereplői gárdára alapozottan egy spinoff sorozatot is indítottak.
Ebben a hajó és a hajó személyzete az egyes részekben csak keretként jelenik meg, a történetek állandó szereplői az esküvőszervezők, és az egyes epizódok jegyespárok parti kalandjairól szólnak. 

## Fordítás
- Ez a szócikk részben vagy egészben  a   Das Traumschiff című német Wikipédia-szócikk fordításán alapul.  Az eredeti cikk szerkesztőit annak laptörténete sorolja fel. Ez a jelzés csupán a megfogalmazás eredetét és a szerzői jogokat jelzi, nem szolgál a cikkben szereplő információk forrásmegjelöléseként.